# Olympische Winterspiele 1924/Ski Nordisch
Bei den I. Olympischen Winterspielen 1924 in Chamonix fanden vier Wettbewerbe im nordischen Skisport statt. Diese galten gleichzeitig als 1. Nordische Skiweltmeisterschaften. Austragungsorte waren das Stade Olympique und die Sprungschanze im Ortsteil Le Mont.
1921 hatte das Internationale Olympische Komitee beschlossen, eine „Internationale Woche des Sports“ abzuhalten. Diese wurde 1924 in Chamonix erstmals veranstaltet und ein so großer Erfolg, dass das IOC sie 1926 nachträglich zu den ersten Olympischen Winterspielen erklärte. Neben olympischen Medaillen wurden auch Weltmeisterschaftsmedaillen vergeben. Einzige Ausnahme war die Nordische Kombination, in der es ausschließlich olympische Medaillen gab. Die Wettbewerbe waren noch für längere Zeit alleine den Männern vorbehalten. Deutsche Teilnehmer waren nach dem Ersten Weltkrieg erst wieder im Jahre 1928 zugelassen.

## Bilanz

### Medaillenspiegel
| Platz | Land               | Gold | Silber | Bronze | Gesamt |
| ----- | ------------------ | ---- | ------ | ------ | ------ |
| 1     | Norwegen           | 4    | 4      | 2      | 10     |
| 2     | Finnland           | –    | –      | 1      | 1      |
| 2     | Vereinigte Staaten | –    | –      | 1      | 1      |

### Medaillengewinner
| Konkurrenz | Gold          | Silber               | Bronze               |
| ---------- | ------------- | -------------------- | -------------------- |
| 18 km      | Thorleif Haug | Johan Grøttumsbråten | Tapani Niku          |
| 50 km      | Thorleif Haug | Thoralf Strømstad    | Johan Grøttumsbråten |

| Konkurrenz        | Gold               | Silber      | Bronze        |
| ----------------- | ------------------ | ----------- | ------------- |
| Spezialsprunglauf | Jacob Tullin Thams | Narve Bonna | Anders Haugen |

| Konkurrenz | Gold          | Silber            | Bronze               |
| ---------- | ------------- | ----------------- | -------------------- |
| Einzel     | Thorleif Haug | Thoralf Strømstad | Johan Grøttumsbråten |

## Langlauf

### 18 km
Datum: 2. Februar 1924

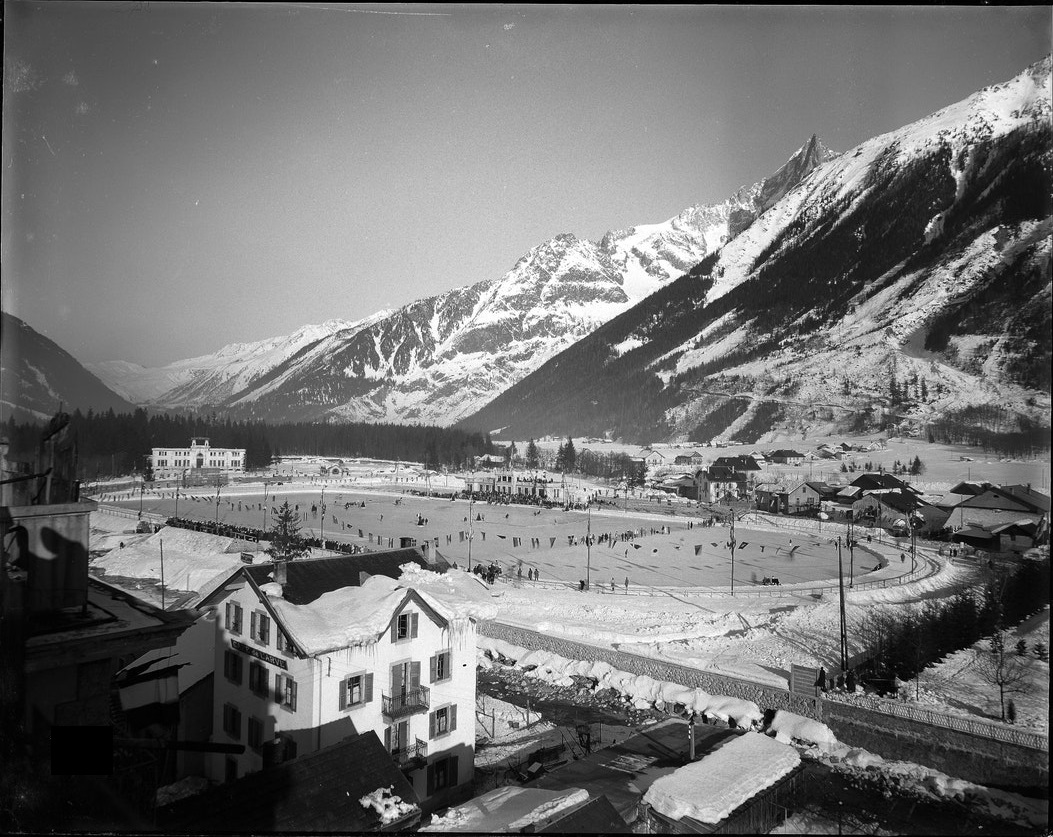
Blick auf das Olympiastadion in Chamonix

41 Teilnehmer aus 12 Ländern, davon 36 in der Wertung
| Platz | Land | Sportler               | Zeit (h)  |
| ----- | ---- | ---------------------- | --------- |
| 1     | NOR  | Thorleif Haug          | 1:14:31,4 |
| 2     | NOR  | Johan Grøttumsbråten   | 1:15:51,0 |
| 3     | FIN  | Tapani Niku            | 1:16:26,0 |
| 4     | NOR  | Jon Mårdalen           | 1:16:56,8 |
| 5     | NOR  | Einar Landvik          | 1:17:27,4 |
| 6     | SWE  | Per-Erik Hedlund       | 1:17:42,4 |
| 7     | SWE  | Elis Sandin            | 1:18:24,0 |
| 8     | FIN  | Matti Raivio           | 1:19:10,4 |
| 9     | SWE  | Torkel Persson         | 1:19:29,8 |
| 10    | SWE  | Erik Winnberg          | 1:20:29,4 |
|       |      |                        |           |
| 14    | SUI  | Peter Schmid           | 1:33:34,4 |
| 15    | ITA  | Daniele Pellissier     | 1:33:45,2 |
| 22    | SUI  | Xaver Affentranger     | 1:36:36,2 |
| 25    | SUI  | Hans Eidenbenz         | 1:39:51,8 |
| 26    | SUI  | Alexandre Girard-Bille | 1:41:43,4 |

### 50 km
Datum: 30. Januar 1924

33 Teilnehmer aus 11 Ländern, davon 21 in der Wertung
Am Rennen nahmen auch die Schweizer Simon Julen, Hans Herrmann und Alfred Aufdenblatten teil; keiner von ihnen kam jedoch ins Ziel.
| Platz | Land | Sportler             | Zeit (h) |
| ----- | ---- | -------------------- | -------- |
| 1     | NOR  | Thorleif Haug        | 3:44:32  |
| 2     | NOR  | Thoralf Strømstad    | 3:46:23  |
| 3     | NOR  | Johan Grøttumsbråten | 3:47:46  |
| 4     | NOR  | Jon Mårdalen         | 3:49:48  |
| 5     | SWE  | Torkel Persson       | 4:05:59  |
| 6     | SWE  | Ernst Alm            | 4:06:31  |
| 7     | FIN  | Matti Raivio         | 4:06:50  |
| 8     | SWE  | Oskar Lindberg       | 4:07:44  |
| 9     | ITA  | Enrico Colli         | 4:10:50  |
| 10    | ITA  | Giuseppe Ghedina     | 4:27:48  |

## Spezialsprunglauf
Datum: 4. Februar 1924

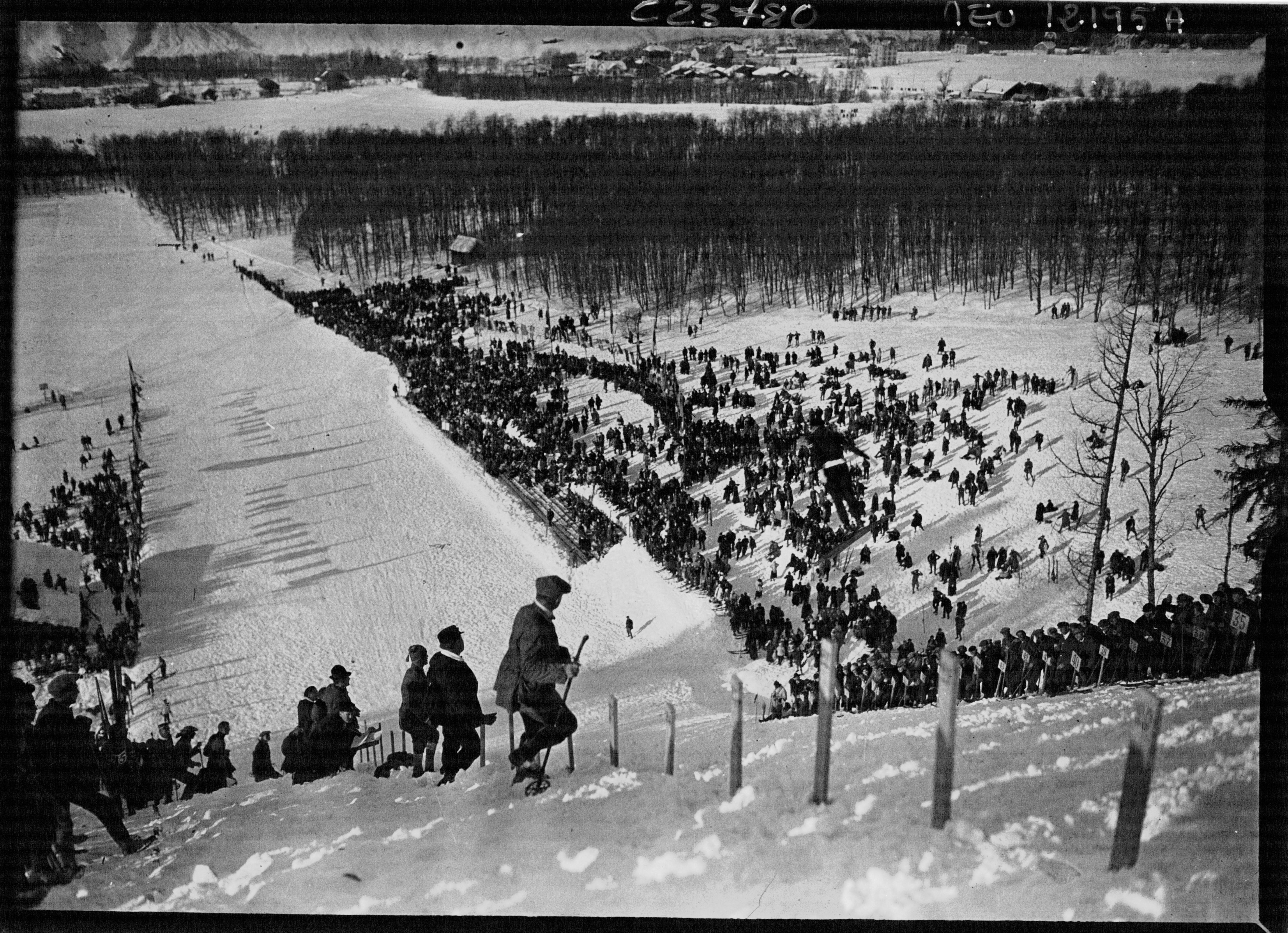
Die Skisprungschanze von Chamonix

27 Teilnehmer aus 9 Ländern, davon 26 in der Wertung
| Platz | Land | Sportler               | Weiten (m)   | Punkte |
| ----- | ---- | ---------------------- | ------------ | ------ |
| 1     | NOR  | Jacob Tullin Thams     | 49,0 / 49,0  | 18,960 |
| 2     | NOR  | Narve Bonna            | 47,5 / 49,0  | 18,688 |
| 3     | USA  | Anders Haugen          | 49,0 / 50,0  | 17,917 |
| 4     | NOR  | Thorleif Haug          | 44,0 / 44,5  | 17,813 |
| 5     | NOR  | Einar Landvik          | 42,0 / 44,5  | 17,522 |
| 6     | SWE  | Axel-Herman Nilsson    | 42,5 / 44,0  | 17,147 |
| 7     | SWE  | Menotti Jakobsson      | 43,0 / 42,0  | 17,083 |
| 8     | SUI  | Alexandre Girard-Bille | 40,5 / 41,5  | 16,793 |
| 9     | SWE  | Nils Lindh             | 41,0 / 41,5  | 16,738 |
| 10    | TCH  | František Wende        | 40,5 / 44,0  | 16,480 |
|       |      |                        |              |        |
| 18    | SUI  | Peter Schmid           | 33,0 / 33,5  | 13,438 |
| 23    | SUI  | Hans Eidenbenz         | 42,0 / k. A. | 10,313 |
| 24    | SUI  | Xaver Affentranger     | k. A. / 32,5 | 07,813 |

Das norwegische Team bestand aus zwei Springern, Narve Bonna und Jacob Tullin Thams, sowie den zwei Allroundern Einar Landvik und dem dreifachen Goldmedaillen-Gewinner Thorleif Haug. Letzterer galt nicht als einer der besten vier norwegischen Skispringer, aber sein Platz im Team wurde ihm zu Ehren seiner großen Allroundfähigkeiten im Skisport gegeben. Als einzig ernstzunehmender Konkurrent gegen die norwegische Vormachtstellung galt der norwegischstämmige US-Springer Anders Haugen, der für seine weiten und waghalsigen Sprünge, aber auch für seinen robusten Stil und instabile Landungen bekannt war.
Im ersten Durchgang ging Thams mit einem Sprung von 49,0 m vor Bonna und Haugen in Führung. Haug lag mit 44,0 m sowie hervorragenden Haltungsnoten auf Platz 4. Im zweiten Durchgang gelang Thams erneut ein Sprung auf 49,0 m, jedoch mit besseren Stilnoten als noch beim ersten Versuch. Haugen machte mit 50,0 m den weitesten Sprung des Wettkampfes, wurde jedoch abermals mit schlechten Haltungsnoten für seine Landung bestraft. Haug sprang 44,5 m mit ebenfalls verbesserter Haltung. Bonna egalisierte die 49,0 m von Thams, aber es gelang ihm nicht, seinen Landsmann im Gesamtergebnis zu überbieten. Somit gingen erneut alle Medaillen an Norwegen: Gold für Thams, Silber an Bonna sowie Bronze für Haug. Nach Ende des Wettkampfes zeigten sich noch einige Springer in einem Schauspringen dem Publikum und sprangen von höchstmöglicher Anlauflänge. Thoralf Strømstad erreichte mit 57,5 m den weitesten Sprung. Seine Marke wurde jedoch kurz darauf von Thams und Bonna gleichgestellt.
Knapp 40 Jahre später kontaktierte Strømstad den norwegischen Skihistoriker Jacob Vaage und behauptete, dass die Punkte des Skisprung-Wettkampfes für Thorleif Haug falsch berechnet worden seien und sich dieser somit hinter Anders Haugen befinden müsse. Vaage überprüfte den Fall und stimmte Strømstad zu. 1974 beschloss das IOC, die Bronzemedaille dem zu diesem Zeitpunkt bereits 86-jährigen Haugen zu verleihen. Er wurde nach Norwegen eingeladen und bei einer feierlichen Zeremonie wurde ihm Haugs Bronzemedaille von dessen jüngster Tochter übergeben. Thorleif Haug selbst war bereits im Dezember 1934 an einer Lungenentzündung verstorben.

## Nordische Kombination
Lauf: 2. Februar 1924

Springen: 4. Februar 1924

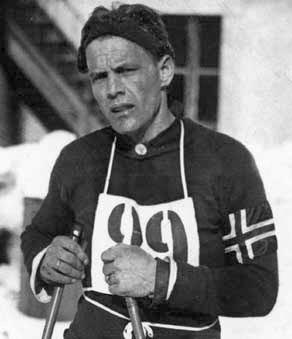
Olympiasieger Thorleif Haug war in beiden Teildisziplinen vorn

30 Teilnehmer aus 9 Ländern, davon 22 in der Wertung
In der Nordischen Kombination wurden nur Olympiamedaillen vergeben, da der Wettbewerb nicht zu den Nordischen Skiweltmeisterschaften zählte.
| Platz | Land | Sportler               | Laufen   | Laufen       | Springen    | Punkte       |
| Platz | Land | Sportler               | Zeit [h] | Pkte. (Pl.)  | Pkte. (Pl.) | Durchschnitt |
| ----- | ---- | ---------------------- | -------- | ------------ | ----------- | ------------ |
| 01    | NOR  | Thorleif Haug          | 1:14:31  | 20,000 00(1) | 17,812 0(1) | 18,906       |
| 02    | NOR  | Thoralf Strømstad      | 1:17:03  | 18,750 00(3) | 17,687 0(2) | 18,219       |
| 03    | NOR  | Johan Grøttumsbråten   | 1:15:51  | 19,375 00(2) | 16,333 0(8) | 17,854       |
| 04    | NOR  | Harald Økern           | 1:20:30  | 17,125 00(4) | 17,395 0(3) | 17,280       |
| 05    | SWE  | Axel-Herman Nilsson    | 1:31:17  | 11,625 00(6) | 16,500 0(7) | 14,063       |
| 06    | TCH  | Josef Adolf            | 1:25:29  | 14,625 00(5) | 12,916 (18) | 13,729       |
| 07    | TCH  | Vinzenz Buchberger     | 1:32:32  | 11,000 00(7) | 16,250 0(9) | 13,625       |
| 08    | SWE  | Menotti Jakobsson      | 1:37:10  | 08,750 0(15) | 16,895 0(4) | 12,823       |
| 09    | FIN  | Verner Eklöf           | 1:34:11  | 10,250 0(11) | 14,916 (11) | 12,583       |
| 10    | FRA  | Kléber Balmat          | 1:33:49  | 10,375 0(=9) | 14,291 (13) | 12,333       |
| 11    | SUI  | Peter Schmid           | 1:33:34  | 10,375 0(=9) | 14,062 (14) | 12,219       |
| 11    | USA  | Sigurd Overby          | 1:34:56  | 09,875 0(12) | 14,562 (12) | 12,219       |
|       |      |                        |          |              |             |              |
| 14    | SUI  | Alexandre Girard-Bille | 1:41:43  | 06,500 0(17) | 16,708 0(5) | 11,604       |
| 15    | SUI  | Hans Eidenbenz         | 1:39:51  | 07,375 0(16) | 15,583 (10) | 11,438       |
| 17    | SUI  | Xaver Affentranger     | 1:36:36  | 09,000 0(14) | 13,375 (16) | 11,188       |

Die Wettbewerbe der Nordischen Kombination blieben bis ins 21. Jahrhundert alleine den Männern vorbehalten, bevor es 2019 erstmals Weltmeisterschaften für Frauen gab.
In den Anfangsjahrzehnten des Wettbewerbs gab es nur eine Variante. Als erste Teildisziplin wurde das Laufen durchgeführt, wobei die Teilnehmer am Rennen der Langlaufspezialisten über 18 Kilometer teilnahmen und gesondert auch für die Nordische Kombination gewertet wurden. Zwei Tage darauf fand der Sprunglauf mit zwei Durchgängen statt. Dabei kamen beide Sprünge in die Wertung.
Thorleif Haug gewann sowohl den Langlauf als auch das Springen. Thoralf Strømstad genügten die drittbeste Laufzeit und Platz zwei im Sprunglauf zum Gewinn der Silbermedaille. Johan Grøttumsbråten erzielte die zweitbeste Laufzeit und errang als Achter des Sprunglaufs die Bronzemedaille.